# Lundakarnevalen 1962
Lundakarnevalen 1962 bar temat Kriminalkarneval.